# Заевский, Виктор Антонович
Виктор Антонович Заевский (1909—1977) — майор Советской Армии, участник Великой Отечественной войны, Герой Советского Союза (1945).

## Биография
Виктор Заевский родился 11 августа 1909 года в Санкт-Петербурге. Получил среднее техническое образование. В 1929 году Заевский был призван на службу в Рабоче-крестьянскую Красную Армию. В 1932 году он окончил 2-ю Борисоглебскую военную авиационную школу. К началу Великой Отечественной войны занимал должность начальника аэроклуба в Коврове. С января 1943 года — на фронтах Великой Отечественной войны.
К февралю 1944 года капитан Виктор Заевский был заместителем командира эскадрильи 392-го ночного бомбардировочного авиаполка 312-й ночной легкобомбардировочной авиадивизии 5-й воздушной армии 2-го Украинского фронта. К тому времени он уже совершил 60 боевых вылетов на разведку и бомбардировку скоплений живой силы, боевой техники и военных объектов противника. Особо отличился во время Корсунь-Шевченковской операции. В ночь с 16 на 17 февраля 1944 года Заевский вместе со штурманом Владимиром Лакатошем на самолёте «По-2» бомбили вражеские войска в селе Шендеровка Корсунь-Шевченковского района Черкасской области Украинской ССР. Несмотря на то, что цель находилась в 145 километрах от аэродрома, нелётную погоду, обледенение самолёта, лётчики успешно сбросили бомбы на неё. Благодаря возникшим пожарам остальные экипажи и артиллерия получили хороший ориентир удара по противнику.
Указом Президиума Верховного Совета СССР от 23 февраля 1945 года за «образцовое выполнение боевых заданий командования на фронте борьбы с немецкими захватчиками и проявленные при этом мужество и героизм» капитан Виктор Заевский был удостоен высокого звания Героя Советского Союза с вручением ордена Ленина и медали «Золотая Звезда» за номером 4924.
После окончания войны Заевский продолжил службу в Советской Армии. В 1953 году в звании майора он был уволен в запас. Проживал в Ленинграде. Умер 21 августа 1977 года, похоронен на Ново-Волковском кладбище Санкт-Петербурга.
Был также награждён орденом Красного Знамени и двумя орденами Красной Звезды, рядом медалей.

Могила Заевского на Ново-Волковском кладбище Санкт-Петербурга.